# Seznam medailistů na letních olympijských hrách v běhu na 3 000 m
Historický přehled medailistů v běhu na 3000 m na Letních olympijských hrách:

## Medailisté

### Ženy
od roku 1984 do roku 1992
| Rok  | Místo       | Zlato               | Výkon vítěze | Stříbro               | Bronz              |
| ---- | ----------- | ------------------- | ------------ | --------------------- | ------------------ |
| 1984 | Los Angeles | Maricica Puicăová   | 8:35,96      | Wendy Smithová-Slyová | Lynn Williamsová   |
| 1988 | Soul        | Tetjana Samolenková | 8:26,53 - OR | Paula Ivanová         | Yvonne Murrayová   |
| 1992 | Barcelona   | Jelena Romanovová   | 8:46,04      | Tetjana Samolenková   | Angela Chalmersová |

## Medailové pořadí zemí
| Pořadí | Země                 | Zlato | Stříbro | Bronz | Celkem |
| ------ | -------------------- | ----- | ------- | ----- | ------ |
| 1.     | Rumunsko (ROU)       | 1     | 1       | 0     | 2      |
| 2.     | Sjednocený tým (EUN) | 1     | 1       | 0     | 2      |
| 3.     | Sovětský svaz (URS)  | 1     | 0       | 0     | 1      |
| 4.     | Velká Británie (GBR) | 0     | 1       | 1     | 2      |
| 5.     | Kanada (CAN)         | 0     | 0       | 2     | 2      |
| Celkem | Celkem               | 3     | 3       | 3     | 9      |